# Helena de Zadar
Helena de Zadar (em croata:  Jelena) (f. 8 de Outubro de 976), cognominada A Gloriosa, originária da antiga Casa de Madi, de Zadar, foi ao mesmo tempo Rainha consorte e Rainha reinante do Reino da Croácia, como esposa do Rei Miguel Cresimiro II da Croácia, e ao mesmo tempo sua co-governante, entre 949 e 969, num período alegadamente marcado pela "paz, ordem e crescimento". Tornou-se Rainha viúva da Croácia após a morte do marido e governou até à sua própria morte, como Rainha regente em nome do filho, Estêvão Dirzislau da Croácia. Helena foi adorada devido à sua grande caridade.

## Vida
Desconhece-se a parentalidade de Helena, assim como a data do seu nascimento ou a do seu casamento com Miguel. O marido, sobe ao trono em 969. Helena construiu as igrejas de Santo Estêvão e Santa Maria em Solin. O átrio da primeira tornou-se mais tarde o mausoléu dos reis croatas, que ainda hoje é preservado. Helena ficou conhecida também como "Mãe do Reino e protetora dos órfãos e viúvas". Helena teve um papel bastante ativo na união dos elementos culturais croatas e latinos dentro do reino. 

### Epitáfio
Helena faleceu a 8 de Outubro de 976, e foi sepultada junto ao marido na Igreja de Sta. Maria. A inscrição real do seu sarcófago era um epitáfio descoberto por arqueólogos. Este epitáfio, que revelou um pouco mais sobre a genealogia dos primeiros reis croatas, foi descoberto por Frane Bulić a 28 de Agosto de 1898 e revela também que os governantes croatas anteriores a Estêvão Dirzislau usavam já o título de Rei. Mostra-se, abaixo, a tradução deste epitáfio:

## Linhas externas
- members.tripod.com